# هيروكي كويكي
هيروكي كويكي (باليابانية: 小池 大樹) (مواليد 3 أغسطس 1972)، هو لاعب كرة قدم سابق كان يلعب كحارس مرمى.